# Пынзарены
Пынзарены (рум. Pînzăreni, Пынзэрень) — село в Фалештском районе Молдавии. Является административным центром коммуны Пынзарены, включающей также село Новые Пынзарены.

## История
Ранее назывался Пынзарены переименован в Пынзэрень в 1984 году.

## География
Село расположено на высоте 89 метров над уровнем моря.

## Население
По данным переписи населения 2004 года, в селе Пынзэрень проживает 1316 человек (635 мужчин, 681 женщина).
Этнический состав села:
| Национальность | Число жителей | Процентный состав |
| -------------- | ------------- | ----------------- |
| молдаване      | 1263          | 95.97             |
| румыны         | 21            | 1.6               |
| украинцы       | 19            | 1.44              |
| русские        | 12            | 0.91              |
| прочие         | 1             | 0.08              |
| Всего          | 1316          | 100%              |

## Известные уроженцы
- Гилецкий, Валерий Александрович (род. 1960) — религиозный и политический деятель Молдавии.